# A Date with The Everly Brothers
Az 1961-es A Date with The Everly Brothers a The Everly Brothers duó nagylemeze. Amerikában a Billboard Pop Albums listáján 9. lett, az Egyesült Királyságban a 3. helyig jutott. Szerepel az 1001 lemez, amit hallanod kell, mielőtt meghalsz című könyvben.

## Az album dalai
| 1. | Made to Love                | Phil Everly                     | 2:05 |
| 2. | That's Just Too Much        | Don Everly, Phil Everly         | 2:40 |
| 3. | Stick With Me Baby          | Mel Tillis                      | 1:57 |
| 4. | Baby What You Want Me to Do | Jimmy Reed                      | 2:20 |
| 5. | Sigh, Cry, Almost Die       | Don Everly, Phil Everly         | 2:18 |
| 6. | Always It's You             | Felice Bryant, Boudleaux Bryant | 2:30 |

| 1. | Love Hurts                    | Boudleaux Bryant                | 2:23 |
| 2. | Lucille                       | Albert Collins, Little Richard  | 2:32 |
| 3. | So How Come (No One Loves Me) | Felice Bryant, Boudleaux Bryant | 2:18 |
| 4. | Donna, Donna                  | Felice Bryant, Boudleaux Bryant | 2:15 |
| 5. | A Change of Heart             | Felice Bryant, Boudleaux Bryant | 2:07 |
| 6. | Cathy's Clown                 | Don Everly, Phil Everly         | 2:25 |

## Közreműködők
- Don Everly – gitár, ének
- Phil Everly – gitár, ének